# Верхньохавський район
Верхньомамонський район (рос. Верхнехавский район) — адміністративна одиниця на півночі Воронезької області Росії.
Адміністративний центр — село Верхня Хава.

## Географія
Район межує на північному заході і на півночі з Усманським та Добринським районами Липецької області, на північному сході - з Ертильським, на сході - з Панінським, на південному заході - з Новоусманським і на заході - з Рамонським районами Воронезької області.
Площа району - 1255 км². Основні річки - Хава, Усмань.